# Sven Walser
Sven Walser (* 26. April 1963 in Bremen; † 4. April 2023 in Berlin) war ein deutscher Schauspieler und bekannt als Stallknecht Kuno aus der Fernsehserie Neues aus Büttenwarder.

## Karriere
Sven Walser studierte in Hamburg. Danach spielte er im Theater in Lübeck und Berlin. Zum Ensemble der Schaubühne am Lehniner Platz gehörte er fünf Jahre. Daneben spielte er auch in Stücken in Düsseldorf und München mit. Ab der Spielzeit 2011/12 bis 2016 war er Mitglied des Ensembles am Düsseldorfer Schauspielhaus, seitdem arbeitete er am Ernst-Deutsch-Theater in Hamburg.
Seit 1997 bis zu dessen Einstellung 2021 gehörte er als Stallknecht Kuno zur Stammbesetzung von Neues aus Büttenwarder. Daneben war er in Serien wie Großstadtrevier, Alarm für Cobra 11 – Die Autobahnpolizei, SOKO 5113 und deren Ableger zu sehen.
Am Ernst-Deutsch-Theater las Walser 2020 in 114 Folgen Thomas Manns Roman Der Zauberberg.
Sven Walser war verheiratet und hatte drei Kinder. Er starb nach schwerer Krankheit Anfang April 2023, drei Wochen vor seinem 60. Geburtstag, in Berlin.

## Filmografie
- 1986: Geschichten aus der Heimat – Gift, Schnaps und Meeresleuchten
- 1989: Traffik
- 1994: Die Wache – Verschwunden, vermutlich ermordet
- 1995: Wolffs Revier – Chemie der Liebe
- 1995: Einsteins Baby
- 1997–2021: Neues aus Büttenwarder
- 1998: Ein Mord für Quandt – Jagdfieber
- 1998–2003: Heimatgeschichten
- 1998–2008: Alarm für Cobra 11 – Die Autobahnpolizei
- 2000–2010: Großstadtrevier
- 2000: Nur das Blaue vom Himmel
- 2001: The Musketeer
- 2002: Erste Liebe
- 2002: Tatort – Lastrumer Mischung
- 2002: Wie die Karnickel
- 2003: Zwei Tage Hoffnung
- 2003: Ritas Welt – Die Hochzeit
- 2003: Broti & Pacek – Irgendwas ist immer
- 2004: Vincent
- 2005: Berlin, Berlin
- 2005: Speer und Er
- 2005: Rendezvous
- 2006: Das Duo – Unter Strom
- 2006: Abschnitt 40 – Bomben
- 2007: KDD – Kriminaldauerdienst – Unter Druck
- 2007: R. I. S. – Die Sprache der Toten – Flucht in den Tod
- 2007: GG 19 – Deutschland in 19 Artikeln
- 2008: U-900
- 2008: SOKO Wismar – Der Tod ist schneller
- 2008: Dell & Richthoven – Der sicherste Platz auf Erden
- 2009: Locked
- 2009: SOKO Köln – In den besten Familien
- 2009: Lights
- 2010: Ampelmann
- 2010: Die Pfefferkörner
- 2011: Ein Fall für zwei – Tödliche Story
- 2011: Da kommt Kalle – Fischers Fritz
- 2011: Der Himmel hat vier Ecken
- 2012: Russendisko
- 2013: Morden im Norden – Die alte Wippe
- 2017: Die Lebenden und die Toten – Ein Taunuskrimi
- 2018: Die Affäre Borgward
- 2018: Morden im Norden – Jäger und Sammler
- 2019: SOKO Hamburg – Unter Fischern
- 2023: Das Leben ist kein Kindergarten – Vaterfreuden